# Chris Cester
Christopher James Cester (Melbourne, 16 de setembro de 1981) é o baterista e vocalista de apoio da banda de rock australiana Jet. Chris é irmão de Nic Cester, o vocalista da banda.